# Pierce-Arrow
La Pierce-Arrow è stata una casa automobilistica statunitense attiva dal 1901 al 1938 con sede a Buffalo nello Stato di New York. 

## Storia
Le origini risalgono al 1872 quando George N. Pierce rilevò le quote societarie della Heinz, Pierce and Munschauer, attiva dal 1865 nella produzione di manufatti per la casa, rinominandola George N. Pierce Company. Nel 1896 aggiunse alla produzione una linea di biciclette e nel 1900 fece un primo tentativo, non riuscito, di avviare la costruzione di una automobile con motorizzazione a vapore. I primi autoveicoli di Pierce del 1901 furono delle vetturette monocilindriche, dette "Motorette", con motori da 2,75 e 3,75 hp costruiti su licenza De Dion-Bouton.
Nel 1904 Pierce decise di concentrare la produzione su grandi e lussuose automobili che si dimostrarono essere il suo prodotto più riuscito, macchine solidamente costruite e con motori potenti che guadagnarono pubblicità positiva vincendo varie competizioni. Durante questo periodo i prodotti di Pierce di alto livello, in particolare il modello 24/28 hp del 1904, furono reclamizzati e divennero noti come "Great Arrow", così nel 1908 la Pierce Motor Company cambiò denominazione in Pierce-Arrow Motor Car Company.
Nel 1909, il Presidente USA William Howard Taft ordinò due Pierce-Arrow perché fossero usate in occasioni di Stato; furono così le prime automobili ufficiali della Casa Bianca.  

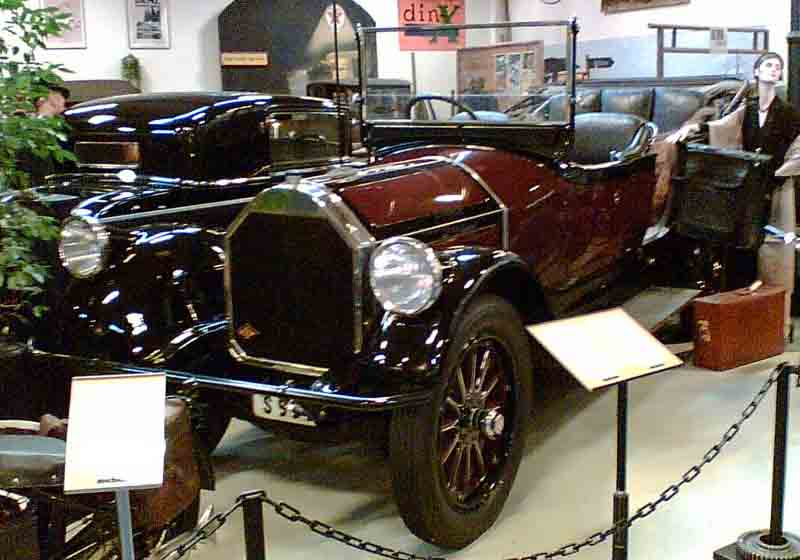
1919 Pierce-Arrow Model 48-B

Herbert M. Dawley (più tardi attore e regista a Broadway) entrò a far parte della Pierce-Arrow nel 1912 e disegnò quasi ogni modello fino al 1938. Dal 1914 Pierce adottò il suo design, in particolare quando i fari del veicolo passarono dalla disposizione tradizionale ai lati del radiatore ad una carenata nei parafanghi. Questo conferiva alla macchina un'identificazione visiva immediata e di notte dava alla vettura l'impressione di essere più larga. Pierce brevettò questa disposizione che rimase fino all'ultimo modello del 1938. Anche se Pierce offriva alla clientela la scelta di fari convenzionali solo una piccola minoranza di clienti acquistò questi modelli meno distintivi. Dal 1910 la Pierce-Arrow produsse anche autocarri e dal 1914 anche una linea di motociclette.

Negli anni venti la Pierce-Arrow è accomunata a due altre case americane, la Packard e la Peerless per le sue vetture raffinate ed eleganti: insieme vennero chiamate le "tre P". La Pierce-Arrow divenne uno status symbol, posseduto da molte star di Hollywood e anche i reali di molte nazioni straniere avevano almeno una Pierce-Arrow nelle loro collezione, come l'imperatore giapponese Hirohito e lo Scià di Persia Reza Pahlavi che nel 1930 ne acquistò per 30000 dollari una versione da parata con finiture in oro, seta, pelliccia di lupo siberiano e con un ornamento reale tempestato di pietre preziose. Tra le macchine di lusso americane dell'epoca potevano rivaleggiare con le Pierce-Arrow solamente la Peerless e la Packard che divennero note come le "tre P". L'esperto di produzione industriale Frank Gilbreth celebrò le virtù della Pierce-Arrow, per la qualità e la possibilità di trasportare in sicurezza un'ampia famiglia come la sua.

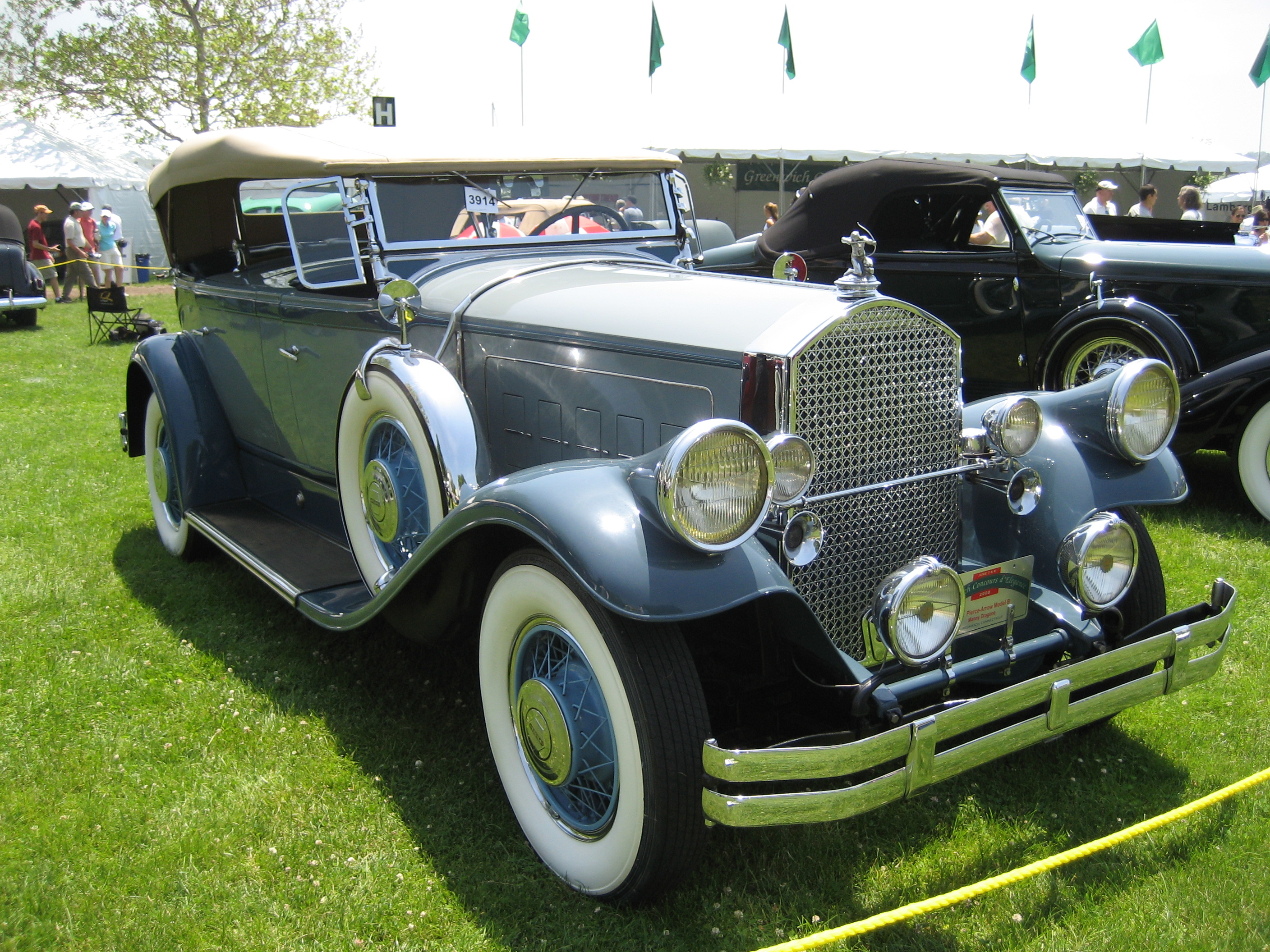
1930 Pierce-Arrow Model B Dual-Cowl Phaeton

Nel 1928 la Studebaker Corporation acquisì il controllo della casa di Buffalo, ma il sodalizio durò solo cinque anni con scarsi benefici per entrambe le aziende che, pur collaborando, continuarono nella loro funzione in due separate entità. Di quel periodo furono i modelli più lussuosi, grandi e potenti della casa, come i modelli "41" e "42" del 1931, dotate di un motore a 8 cilindri in linea di 6306 cm³ per una potenza di 132 hp e di generose dimensioni, con un passo da 3607 a 3743 mm.
Nel 1933 venne prodotta la "Silver Arrow", una vettura dall'aspetto avveniristico, la cui carrozzeria era costruita dalla Studebaker, e dotata di un motore V12 in grado di spingerla a 185 km/h. All'esposizione al New York Auto Show ottenne un buon successo di pubblico e di stampa, presentata con lo slogan "Improvvisamente è il 1940!". Pierce ne vendette cinque esemplari ma quando il prezzo venne fissato in 10000 dollari, nel periodo peggiore della grande depressione, anche i clienti più benestanti esitarono e la Silver Arrow rimase di fatto una "concept car" di cui solo tre esemplari sono sopravvissuti. 

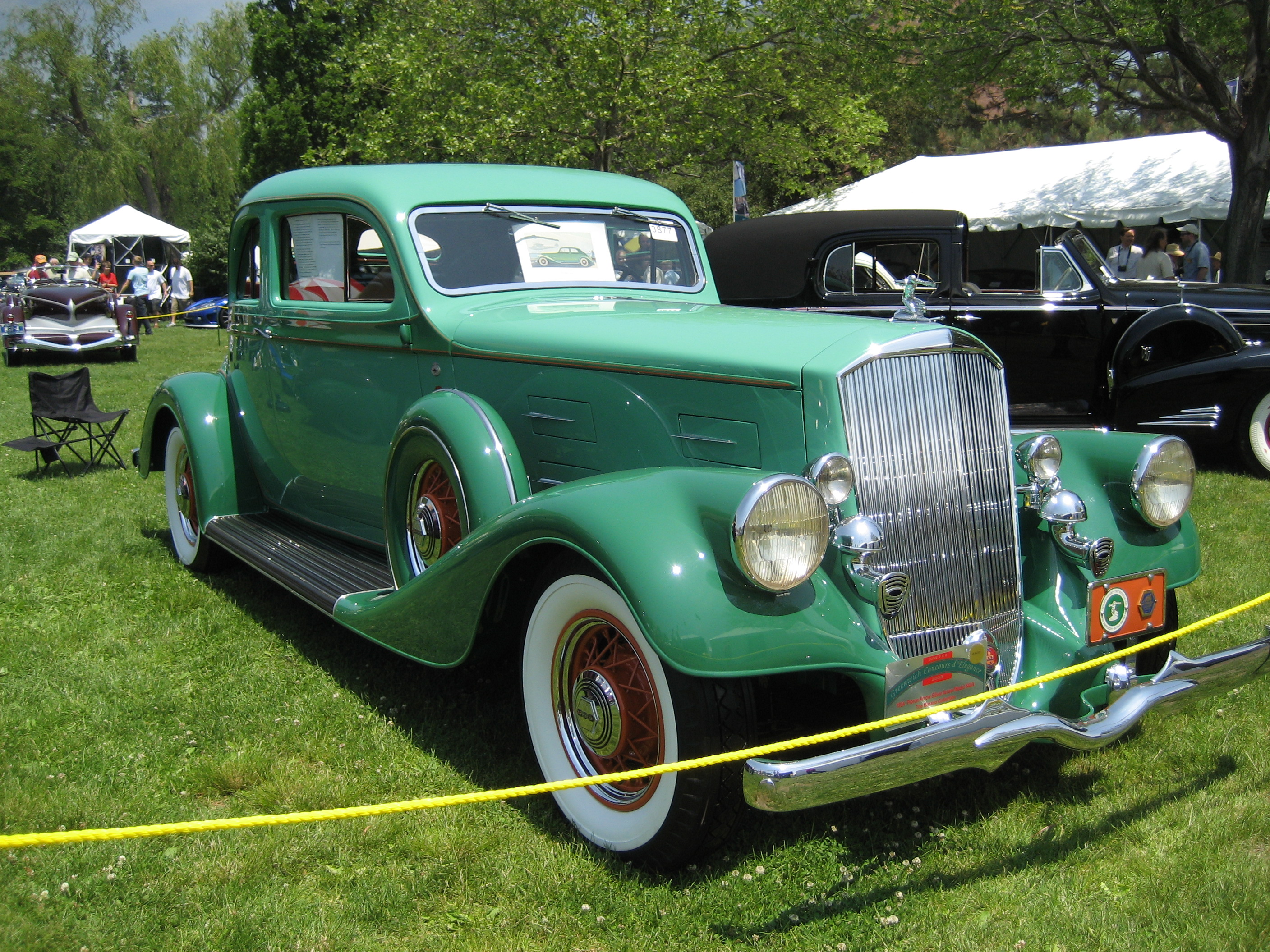
1934 Pierce-Arrow 840A Coupe

Sempre in collaborazione con la Studebaker si passò allora a produrre modelli più economici ma l'operazione non ebbe successo. Proprio la mancanza delle caratteristiche di lusso della casa fu tra le cause di un progressivo calo delle vendite; la conseguente mancanza di liquidità ed impossibilità di sviluppo portarono la Pierce-Arrow all'insolvenza e alla chiusura nel 1938.